# 뉴저지 제너럴스
| 뉴저지 제너럴스 |                                        |
| 콘퍼런스        | 동부 콘퍼런스                          |
| 디비전          | 애틀릭 디비전                          |
| 설립연도        | 1983년                                 |
| 해체연도        | 1986년                                 |
| 역사            | 뉴저지 제너럴스 (1983년~1986년)        |
| 경기장          | 자이언츠 스타디움                      |
| 연고지          | 뉴저지주 이스트러더퍼드                |
| 상징색          | 스칼렛 레드, 하양, 로얄 블루, 금, 갈색 |
| 구단주          | 도널드 트럼프                          |
| 감독            | 월트 마이클스 (마지막 감독)            |
| 리그 우승       | -                                      |
| 콘퍼런스 우승   |                                        |
| 디비전 우승     |                                        |

뉴저지 제너럴스(New Jersey Generals)는 1983년부터 1986년까지 뉴저지주 이스트러더퍼드를 연고지로 하는 USFL의 동부 콘퍼런스 애틀릭 디비전 소속 미식 축구팀이다.

## 역대 홈경기장
| 경기장            | 사용기간      | 수용인원 | 장소                    | 비고 |
| ----------------- | ------------- | -------- | ----------------------- | ---- |
| 뉴저지 제너럴스   |               |          |                         |      |
| 자이언츠 스타디움 | 1983년~1986년 | 80,242명 | 뉴저지주 이스트러더퍼드 | 빈칸 |